# Mijokusovići
Mijokusovići är en ort i Montenegro. Den ligger i den centrala delen av landet. Mijokusovići ligger 158 meter över havet och antalet invånare är 138.
Terrängen runt Mijokusovići är kuperad åt nordost, men åt sydväst är den bergig. Mijokusovići ligger nere i en dal. Närmaste större samhälle är Nikšić, 18,1 km nordväst om Mijokusovići. Omgivningarna runt Mijokusovići är en mosaik av jordbruksmark och naturlig växtlighet.